# Завод суперфосфату у Кокл-Крік
Завод суперфосфату у Кокл-Крік (Cockle Creek) – колишній виробничий майданчик на сході Австралії, що тривалий час був складовою цинкоплавильного заводу.
З кінця XIX століття на південно-західних околицях Ньюкасла намагалась розвивати металургійний майданчик компанія Sulphide Corporation. В 1913-му вона розмістила тут же виробництво фосфорного добрива – суперфосфату, який отримували шляхом обробки фосфоритів сульфатною кислотою. Останню продукували через спалювання сірки, втім, вже наприкінці 1910-х нарешті вдалось розпочати повномасштабну роботу плавильного заводу, що означало утворення великих обсягів оксидів сірки, утилізація яких була можливою саме через продукування сульфатної кислоти. В подальшому кислоту також виробляли шляхом спалювання піритів, оскільки плавильне виробництво могло на тривалий час зупинятись.
В 1965-му виробництво суперфосфату виділили в компанію Greenleaf Fertilizers Limited (яка узялась за спорудження ще одного заводу добрив в Коораганзі), при цьому вже у 1969-му Greenleaf Fertilizers продали виробнику добрив компанії Australian Fertilizers Limited (AFL, мала свій виробничий майданчик у Порт-Кембла). В 1985-му AFL була поглинута компанією Incitec (раніше називалась Consolidated Fertilizers Limited та мала заводи добрив у Коораганзі, Пінкенба, Гібсон-Айленді та Кернсі), а у 2003-му Incitec об’єдналась з Pivot Limited (заводи суперфосфату в Джилонзі та Портленді) в Incitec Pivot.
Станом на середину 2000-х потужність майданчику становила 250 тисяч тонн суперфосфату на рік.
В 2003-му цинкоплавильний завод закрився, що позбавило виробництво суперфосфату розташованого поруч джерела сульфатної кислоти. В 2006-му Incitec Pivot оглосила про наміри припинили виробництво добрив у Кокл-Крік в 2009-му, при цьому останні відвантаження за рахунок складських запасів планувались на 2010 рік.